# Liguilla Pre-Libertadores 1994 (Chile)
La Liguilla Pre-Libertadores 1994 fue la 20.º edición de la Liguilla Pre-Libertadores, mini competición de fútbol profesional de Chile que sirve como clasificatoria para la Copa Libertadores de América.
Su organización estuvo a cargo de la ANFP y contó con la participación de cuatro equipos. La competición se disputó bajo el sistema de todos contra todos, en una rueda.
El equipo que resultara campeón de este "mini torneo" clasificaría directamente a la Copa Libertadores 1995, donde acompañaría a Universidad de Chile, Campeón Torneo Primera División de Chile 1994, en la fase de grupos frente a los equipos colombianos Atlético Nacional y Millonarios.
La competencia fue ganada por Universidad Católica, que tras empatar 3-3 con O'Higgins, resultó ser primero con mayor puntaje, al término del torneo clasificatorio y selló su cupo para la Copa Libertadores 1995.
Estas Liguilla contó con la particularidad de que fue dirigida íntegramente por árbitros de nacionalidad argentina.

## Equipos participantes
| Equipo               | Vía de clasificación                              |
| -------------------- | ------------------------------------------------- |
| Universidad Católica | Subcampeón de la Primera División de Chile 1994   |
| O'Higgins            | Tercer lugar de la Primera División de Chile 1994 |
| Colo Colo            | Cuarto lugar de la Primera División de Chile 1994 |
| Cobreloa             | Quinto lugar de la Primera División de Chile 1994 |

## Desarrollo
Fecha 1
| 20 de diciembre de 1994 | Colo Colo                  | 2:2 (2:1) | O'Higgins              | Estadio Nacional, Santiago                                     |                                                                |
|                         | Castillo 26' · Mendoza 30' |           | 18' Riveros · 47' Díaz | Asistencia: 25.154 espectadores Árbitro(s): Francisco Lamolina | Asistencia: 25.154 espectadores Árbitro(s): Francisco Lamolina |

| 20 de diciembre de 1994 | Universidad Católica              | 4:0 (2:0) | Cobreloa | Estadio Nacional, Santiago                            |                                                       |
|                         | Acosta 22', 41', 58' · Romero 90' |           |          | Asistencia: 25.154 espectadores Árbitro(s): Juan Bava | Asistencia: 25.154 espectadores Árbitro(s): Juan Bava |

Fecha 2
| 23 de diciembre de 1994 | Cobreloa                                            | 4:1 (1:0) | O'Higgins   | Estadio Nacional, Santiago                            |                                                       |
|                         | Álvarez 19' · Glaría 62' · Cornejo 67' · Melgar 75' |           | 66' Riveros | Asistencia: 41.785 espectadores Árbitro(s): Juan Bava | Asistencia: 41.785 espectadores Árbitro(s): Juan Bava |

| 23 de diciembre de 1994 | Universidad Católica     | 2:1 (0:0) | Colo Colo | Estadio Nacional, Santiago                                     |                                                                |
|                         | Tupper 70' · Barrera 80' |           | 86' Yáñez | Asistencia: 41.785 espectadores Árbitro(s): Francisco Lamolina | Asistencia: 41.785 espectadores Árbitro(s): Francisco Lamolina |

Fecha 3
| 27 de diciembre de 1994 | Universidad Católica          | 3:3 (1:0) | O'Higgins                               | Estadio Nacional, Santiago                                   |                                                              |
|                         | Barrera 27', 44' · Acosta 76' |           | 66' Brizuela · 75', 80' (pen.) Meléndez | Asistencia: 21.065 espectadores Árbitro(s): Javier Castrilli | Asistencia: 21.065 espectadores Árbitro(s): Javier Castrilli |

| 27 de diciembre de 1994 | Colo Colo | 1:2 (1:2) | Cobreloa                       | Estadio Nacional, Santiago                                |                                                           |
|                         | Yáñez 24' |           | 4' (pen.) Glaría · 44' Álvarez | Asistencia: 21.065 espectadores Árbitro(s): Angel Sánchez | Asistencia: 21.065 espectadores Árbitro(s): Angel Sánchez |

## Tabla de posiciones
|  | Pos. | Equipos              | PJ | PG | PE | PP | GF | GC | Dif. | Pts. |
|  | ---- | -------------------- | -- | -- | -- | -- | -- | -- | ---- | ---- |
|  | 1.   | Universidad Católica | 3  | 2  | 1  | 0  | 9  | 4  | +5   | 5    |
|  | 2.   | Cobreloa             | 3  | 2  | 0  | 1  | 6  | 6  | 0    | 4    |
|  | 3.   | O'Higgins            | 3  | 0  | 2  | 1  | 6  | 9  | -3   | 2    |
|  | 4.   | Colo Colo            | 3  | 0  | 1  | 2  | 4  | 6  | -2   | 1    |
|  |      |                      |    |    |    |    |    |    |      |      |

|  | Universidad Católica se adjudicó como Campeón de la Liguilla Pre-Libertadores 1994, clasificando para la Copa Libertadores 1995 como "Chile 2". |

## Ganador
| Chile                                   |
| Ganador Universidad Católica            |
| Clasificado a la Copa Libertadores 1995 |